# Мускулолёт

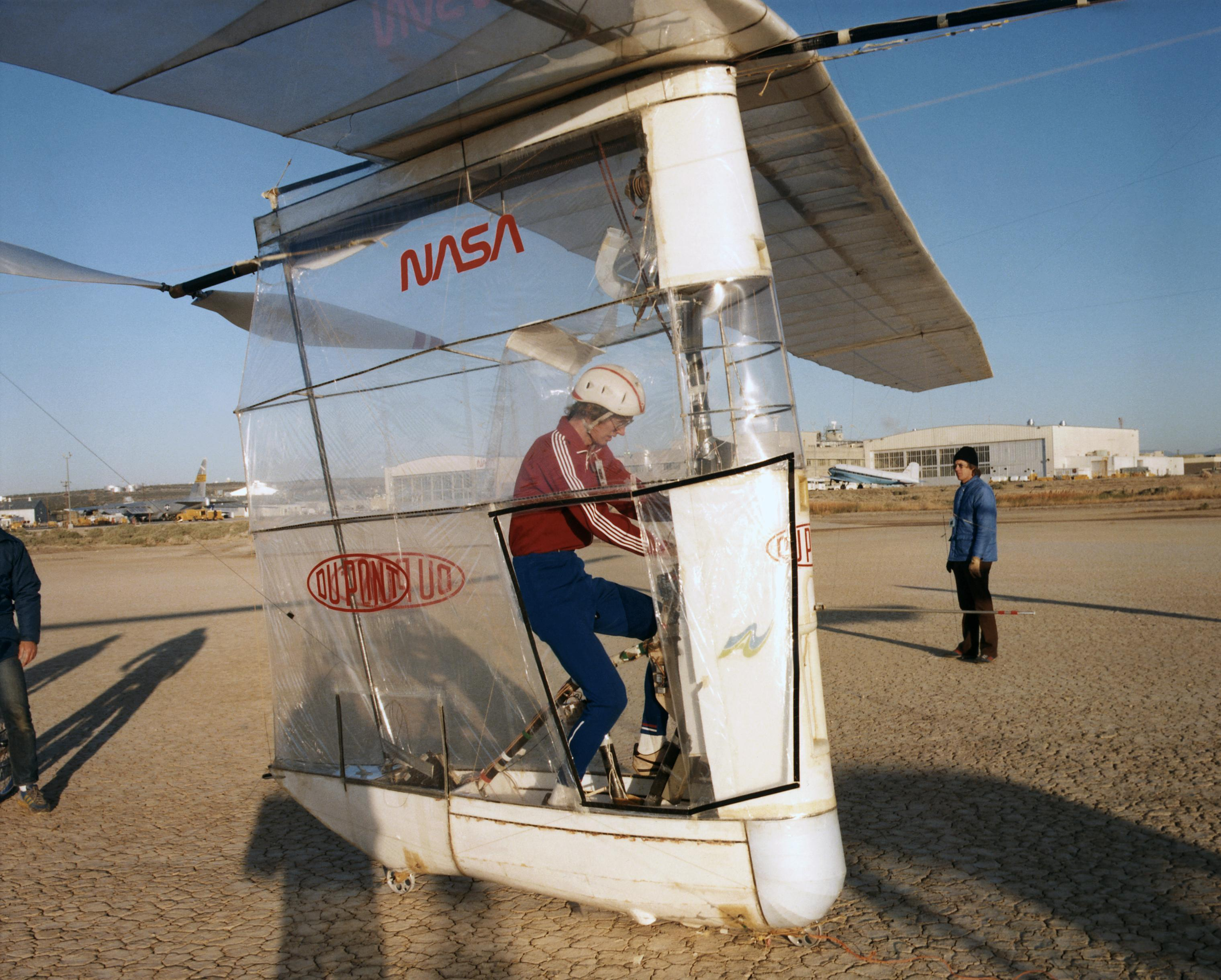
Gossamer Albatross

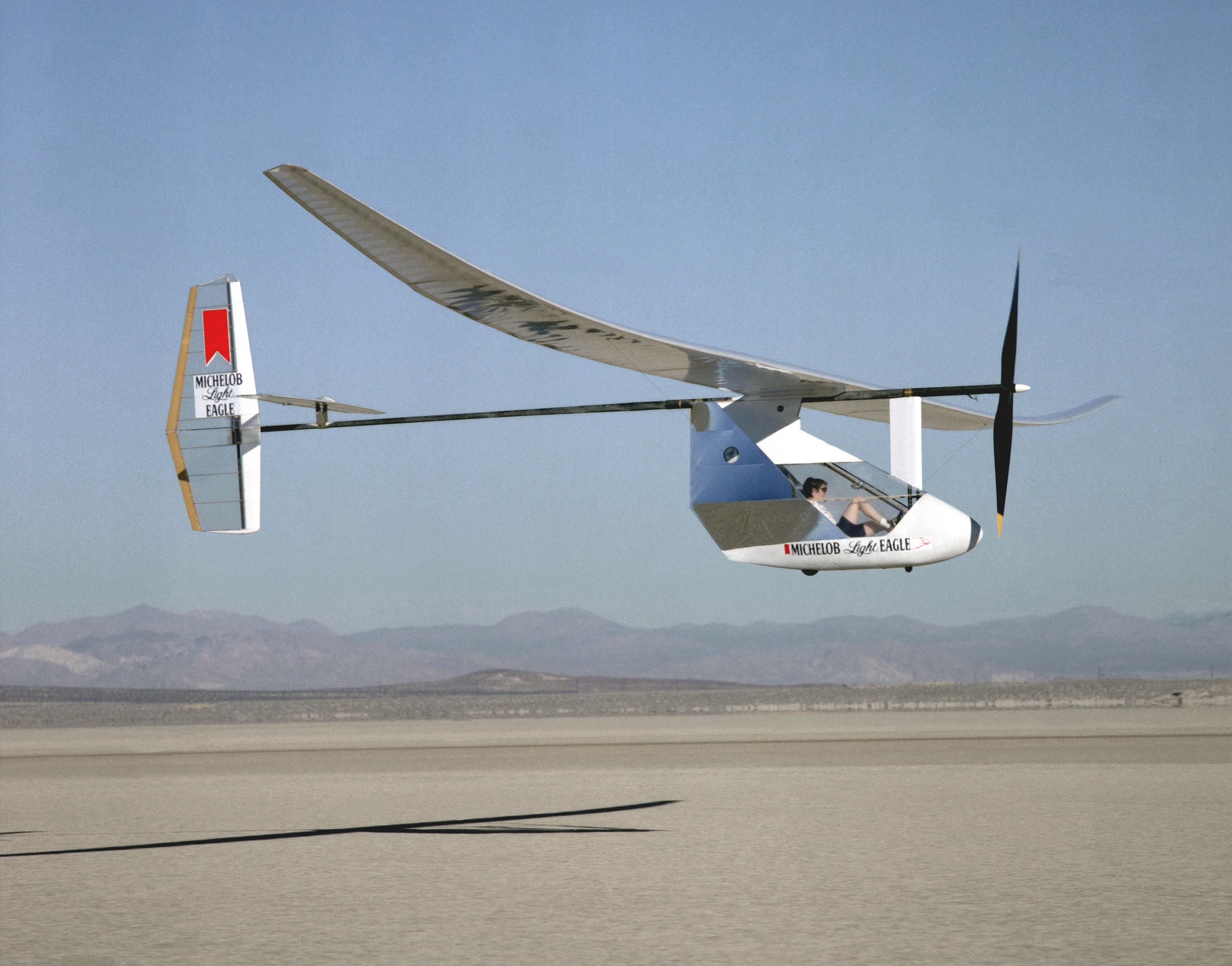
Мускулолёт «Дедал» в полёте. 1987 год

Мускулолёт — летательный аппарат, приводимый в действие мускульной энергией пилота. Аппараты могут быть выполнены в виде самолёта, вертолёта и махолёта. Получили большое распространение мускулолёты, выполненные по схеме самолёта.

## История
Попытки изобретения летательных аппаратов, приводимых в действие мускульной силой человека, имеют длительную историю в виде сказок, мифов и легенд (в частности, древнегреческого мифа о Дедале и Икаре, сделавших себе искусственные крылья из перьев и воска) и художественной литературы (персонаж Менипп у Лукиана использовал для полёта крылья гигантского орла).
Среди сделанных в 1492—1503 гг. рисунков Леонардо да Винчи есть изображения крыльев птиц, насекомых и летучих мышей, на основе которых он пытался спроектировать летательные аппараты.
Одним из первых достоверно известных экспериментов была попытка итальянского математика Перуджино перелететь Тразименское озеро в конце XV века на крыльях собственной конструкции (он упал и сломал себе ногу).
Математические и инженерные расчёты начались в Новое время — один из первых известных проектов мускулолёта был разработан в 1768 году французом Ле Безньэром.
В 1806—1811 гг. в Париже и в 1812 году в Вене с машущими крыльями экспериментировал Жакоб Деген, но его опыты завершились неудачей. В 1833 году при испытании крыльев погиб экспериментатор Бакини, в 1844 году — Летюр, в 1874 году — Грефф.
В 1890-е годы крылья разрабатывал немецкий инженер Отто Лилиенталь (24 апреля 1896 года погибший во время выполнения одного из испытательных полётов).
В 1919 году французский велогонщик Пулен пролетел 11 метров на "велосипеде-аэроплане".
В 1930 году складные крылья из парусины на каркасе из бамбука начал разрабатывать житель Праги Франтишек Маковичка — после многолетних тренировок для развития физической силы и выносливости он сумел перелететь через городскую улицу, однако на доработку и усовершенствование конструкции у него ушло почти сорок лет (в итоге, на изобретение был выдан патент, но безопасно использовать такие крылья способен только очень хорошо подготовленный атлет).
После Второй мировой войны интерес к созданию мускулолётов повысился в связи с появлением новых лёгких и прочных материалов, применяемых в авиастроении (в частности, дюралюминия, пластмасс и синтетических тканей). Проверялись новые способы достижения необходимой для взлёта подъёмной силы на старте за счёт повышения начальной скорости аппарата при использовании взлётной полосы специальной конструкции (американский лыжник Дж. Томас продемонстрировал возможность взлёта на дельтаплане из нейлона во время спуска по заснеженному склону горы).
В Японии в марте 1976 года в городе Фунабаси (префектура Тиба) прошли испытания экспериментального мускулолёта, построенного по принципу "летающего велосипеда" (крылья которого были сделаны из полиэтиленовой плёнки и бумаги - что позволило снизить массу аппарата до 36 килограмм), который находился в воздухе 70 секунд, поднялся на высоту трёх метров и пролетел 466 метров.
Создание мускулолётов стимулировалось объявлением многочисленных денежных премий; например, в 1977 году Генри Кремер (Henry Kremer) учредил приз в 100 000 £ за перелёт через Ла-Манш на мускулолёте. 12 июня 1979 года 26-летний американский велосипедист и дельтапланерист Брайен Аллен перелетел через Ла-Манш на мускулолёте MacCready Gossamer Albatross.
В июле 2013 года мускулолёт вертолётного типа Atlas получил приз Сикорского в 250 000 долларов, провисев в воздухе 64 секунды и достигнув высоты 3,33 м, при этом оставаясь в рамках квадрата со стороной 9,8 м.

## Принципы и устройство
У человека на грудные мышцы приходится всего лишь около 1 % массы тела. Для сравнения: у птиц на долю грудных мышц приходится 17 % массы тела.
Из этого следует, что человек не сможет летать, как птицы, — махая руками с пристёгнутыми к ним крыльями в условиях земной атмосферы и гравитации.
Зато у человека, в отличие от птиц, очень развиты ноги, и если нельзя достичь полёта силой рук, то у человеческих ног в этом плане хорошая перспектива. Поэтому у конструкторов мускулолётов устоялась практика делать их «летающими велосипедами»: лётчик, как велосипедист, ногами вращает педали, от которых вращение передаётся на пропеллер[уточнить]. За один оборот педалей, пропеллер, как правило, совершает больше (например, 1,5) оборотов. Для поворотов могут быть предусмотрены рычаги. Кабина пилота в мускулолёте сделана из прозрачного пластика и стекла, чтобы пилот мог видеть окружение и было меньшее лобное сопротивление. Мускулолёт сделан из очень лёгких материалов, таких как пенопласт, стекло-углеволокно, титан и очень тонкая прозрачная плёнка. Весь вес аппарата на земле воспринимается одинарным колесом главной ноги тяги. У крыльев Дедала 102 нервюры.

## Рекорды
Мировой рекорд — перелёт на расстояние 115 км за 3 часа 54 минуты 59 секунд по маршруту легендарного Дедала с острова Крит на материк совершил греческий велосипедист-спортсмен K. Канеллопулос (Греция на летних Олимпийских играх 1984) на мускулолёте MIT Daedalus 23 апреля 1988 года. Аппарат имел размах крыльев 34,75 м, а площадь крыла составила 35,0 м². Во время полёта К. Канеллопулос крутил педали со скоростью около 75 оборотов в минуту.
Полёт по замкнутому кругу длиной 58,66 км в 1987 году Glen Trernmi (США) на «Light Eagle», в том же году и на том же мускулолёте единственная женщина-пилот Lois McCallin (США) пролетела 15 км за 37 минут.

## Орнитоптеры с мускульным приводом
В 1908 году в городе Тифлис на Махатской горе состоялась серия из тридцати успешных полётов мускульного орнитоптера-планера с ножным педальным приводом А. В. Шиукова. В 1921, в 1934 и 1935 годах Б. И. Черановский проводил опыты по полётам на орнитоптерах-планерах. В 1936 году ОСОАВИАХИМ провело успешные стендовые испытания мускульного орнитоптера с ручным приводом конструкции П. И. Смирнова. Во время стендовых испытаний лётчик М. И. Чекалин скользил по тросу с горы, расположенной на планерной станции в селе Трикотажное.

## Галерея фотографий

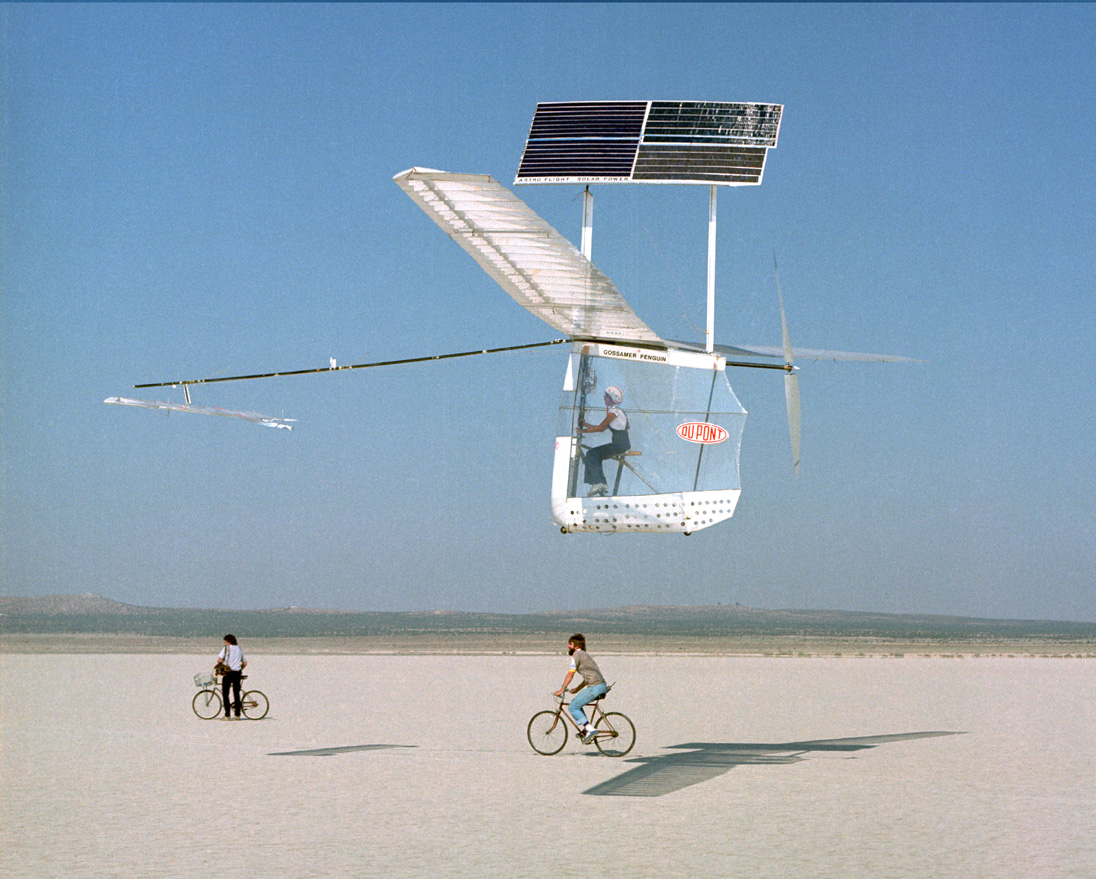
Gossamer penguin в полёте. 1979 год
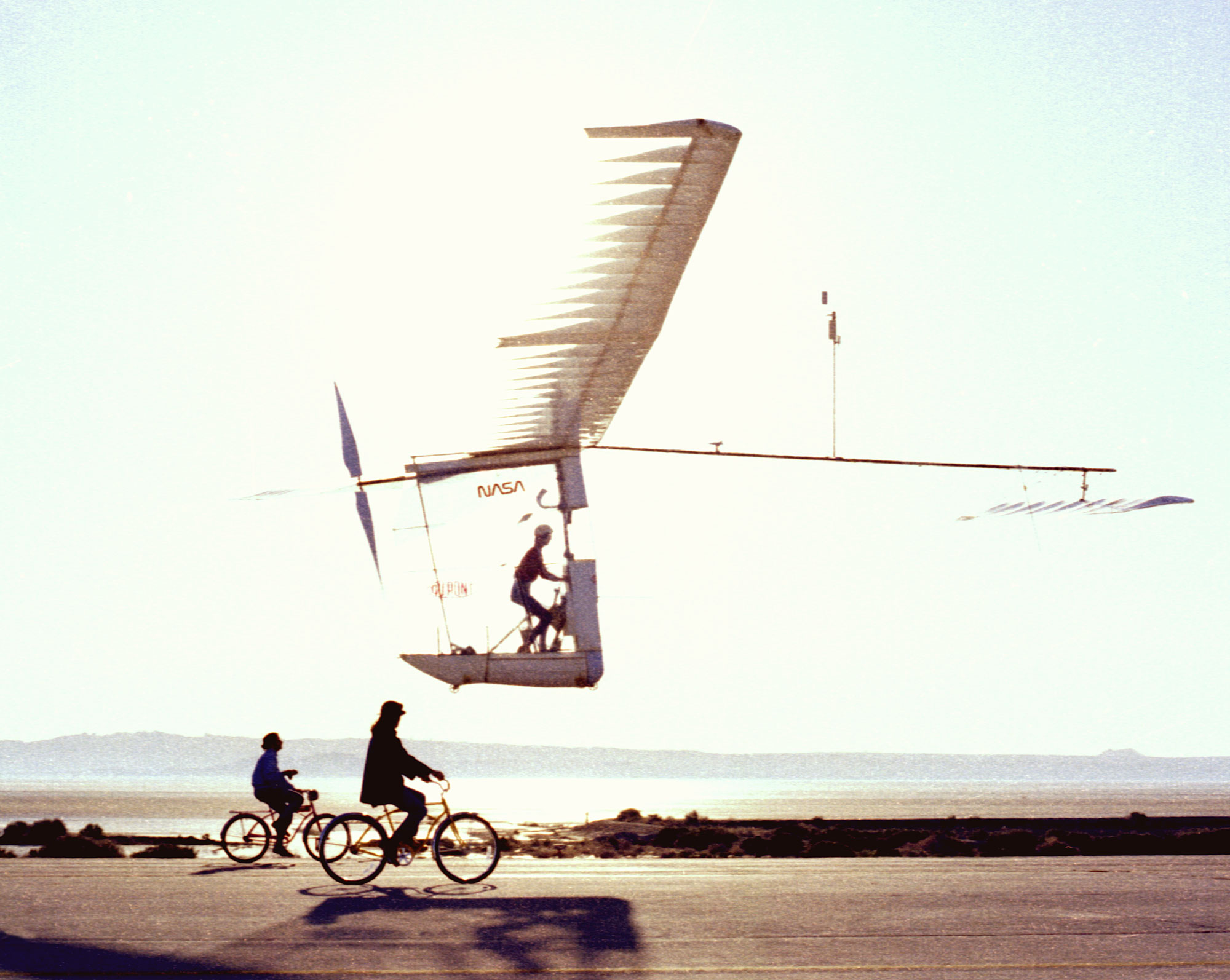
Испытания Gossamer Albatross II. 1980 год
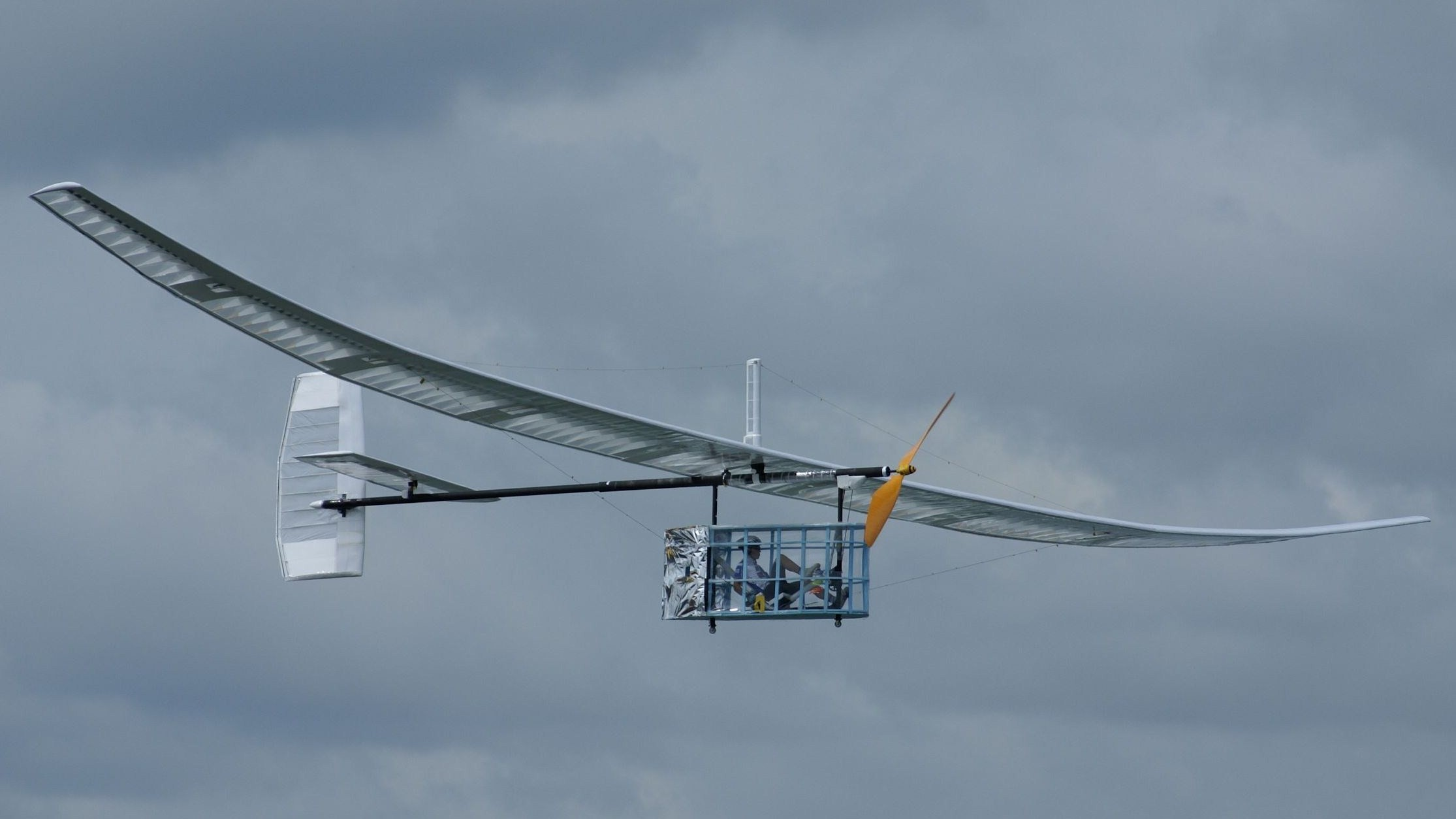
Японский мускулолёт Yamagata. 2006 год
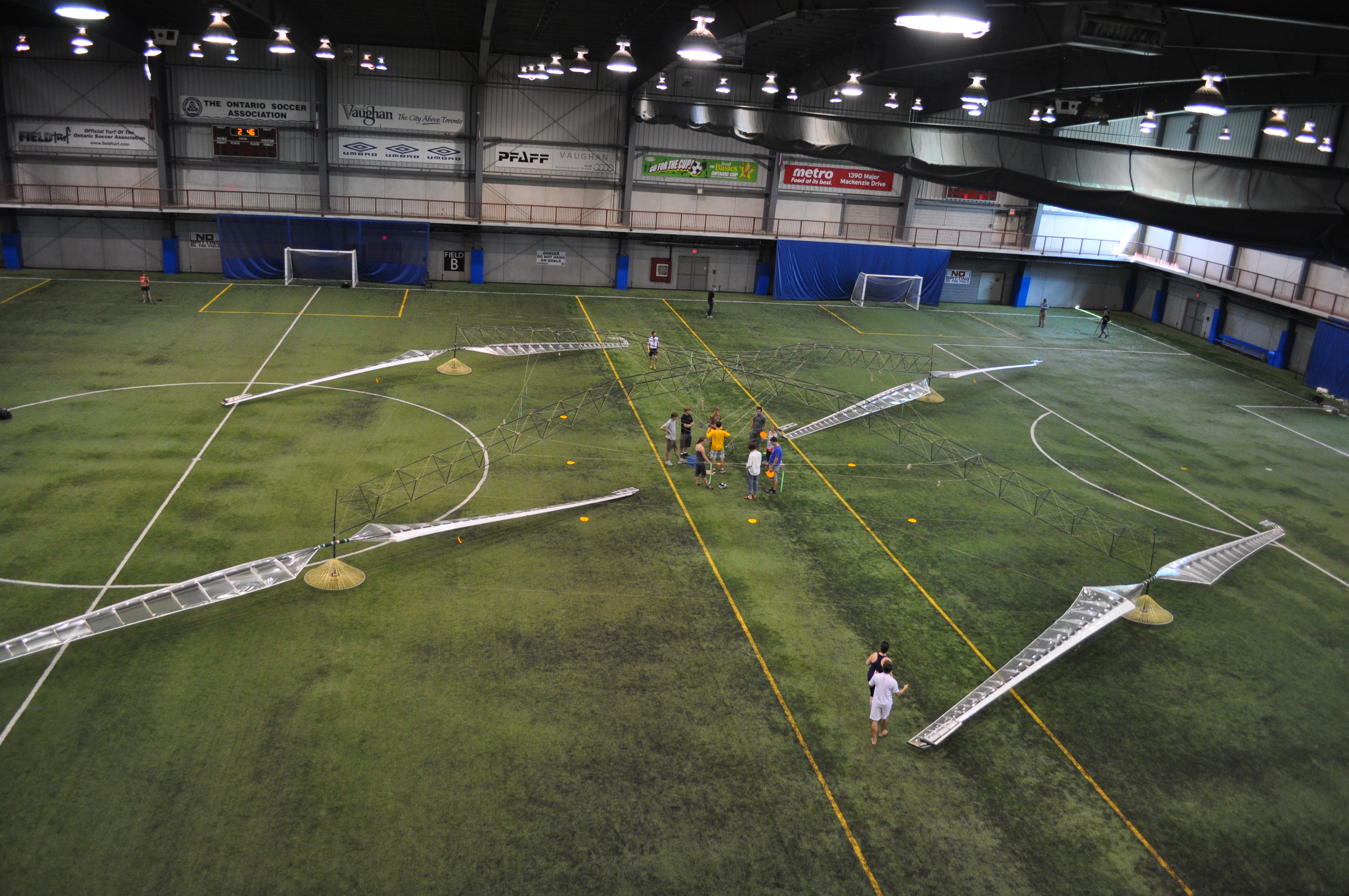
Аппарат Atlas 2013 год
- Мускулолёт в действии